# Solea elongata
Solea elongata es una especie de pez de la familia Soleidae en el orden de los Pleuronectiformes.

## Distribución geográfica
Se encuentran desde las  costas del Mar Rojo y del Golfo Pérsico hasta la India y Sri Lanka.